# Gotlands län
Koordinaten: 57° 36′ N, 18° 38′ O

Gotlands län ist eine Provinz (schwedisch län) in Schweden, die die gesamte Insel Gotland und ein paar kleinere Inseln in deren Nähe, insbesondere Fårö,  umfasst. Verwaltungssitz von Gotlands län ist Visby.
Die einzige Gemeinde (schwed. kommun) auf Gotland ist die Gemeinde Gotland, welche auch die Aufgaben eines Provinziallandtags ausübt.

## Geographie
Das Territorium von Gotlands län macht 0,7 % der Fläche des schwedischen Staatsgebietes aus. Es entspricht dem der historischen Provinz (landskap) Gotland.

## Bevölkerung
Der Anteil an der Gesamtbevölkerung Schwedens ist der geringste unter den Provinzen und beträgt 0,6 %.

## Wappen
Beschreibung: In Blau ein silberner goldbewehrter und goldgezungter Widder, der eine rote Fahne am goldenen Langkreuz mit einem goldenen Flugteil mit dem rechten Lauf hält.

## Orte
Die größeren Ortschaften (tätorter) sind:
- Burgsvik (338)
- Fårösund (816)
- Havdhem (298)
- Hemse (1.715)
- Klintehamn (1.363)
- Lärbro (484)
- Ljugarn (238)
- Norra Visby (453)
- Roma (auch Lövsta oder Roma Kyrkby, 261)
- Romakloster (auch Roma, 913)
- Slite (1.483)
- Stånga (317)
- Tingstäde (265)
- Väskinde (337)
- Västerhejde (313)
- Vibble (1.286)
- Visby (22.593)

Stand: 31. Dezember 2010